# Barrio de La Alameda
La Alameda o Las 80 viviendas públicas, es un barrio de la ciudad de Úbeda, ubicado hacia el oriente de la misma. Debe su nombre a la Calle de la Alameda, que le atraviesa aproximadamente en sentido norte-sur. 
Arquitectónicamente, las edificaciones mantienen una regularidad, tanto de estilo como de forma, donde impera el racionalismo funcional, diferenciándose así de los barrios de raíz histórica de la ciudad. Las residencias cuentan generalmente con tres o cuatro plantas, y están unidas una al lado de la otra, conformando las señaladas edificaciones. Cada fachada está pintada de color blanco, y donde se hace uso del ladrillo como elemento decorativo en el primer piso.
Desde el punto de vista social, tanto residentes como representantes de algunos partidos políticos locales, han señalado el deficiente estado de los espacios urbanos del sector por falta de manutención, responsabilizando por este hecho a la administración del Ayuntamiento.